# Thecla toussainti
Thecla toussainti är en fjärilsart som beskrevs av Comstock och Huntington 1943. Thecla toussainti ingår i släktet Thecla och familjen juvelvingar. Inga underarter finns listade i Catalogue of Life.